# Euaugaptilus elongatus
Euaugaptilus elongatus är en kräftdjursart som först beskrevs av Georg Ossian Sars 1905.  Euaugaptilus elongatus ingår i släktet Euaugaptilus och familjen Augaptilidae. Inga underarter finns listade i Catalogue of Life.